# Oreagrion pectingi
Oreagrion pectingi là loài chuồn chuồn trong họ Coenagrionidae. Loài này được Brooks & Richards miêu tả khoa học đầu tiên năm 1992.